# Parque Quase-Nacional Yamato-Aogaki
O Parque Quase-Nacional Yamato-Aogaki é um parque quase-nacional localizado na prefeitura japonesa de Nara. Estabelecido em 28 de dezembro de 1970, tem uma área de 5 742 hectares.